# 鈴木春山
鈴木 春山（すずき しゅんさん、享和元年（1801年） - 弘化3年閏5月10日（1846年6月3日））は、江戸時代後期の兵学者。三河国田原藩（現在の愛知県田原市東部）の藩医。日本で初めて西洋兵学書の翻訳を行った人物として知られる。
初名は春三、俊次郎、春次郎。通称は春山、諱は強、字を自彊。号は童浦。

## 生涯

### 出生・幼少期
田原藩藩医鈴木玄益（愚伯）と側女園の間に生まれる。幼年期を園の里方、渥美郡浦村（ほぼ現在の田原市浦町）の外祖父・八木覚左衛門宅で過ごし、後に塩谷宕陰から「疎快高率にして小節に拘はらず」と称された春山の自由で形式ばらない性格は、半農半漁で「野性に富」む浦村での環境が影響しているという。容貌は醜く、そのことで近隣の子らにからかわれたが、そうしたことも意に介さなかったという。

### 青年期
文化11年（1814年）、14歳で三河国岡崎の六供（現在の岡崎市六供町）に住む医師浅井朝山に入門し医術を学び、文化13年（1816年）には、16歳で藩校・成章館に入り文武の道に励んだ。文政初年には江戸に出て儒学者の朝川善庵に学んでいる。
さらに文政3年（1820年）、20歳で長崎へ留学し、蘭医のもとで西洋医学を学んだとするが、確証となる資料が存在しない。

### 医師と儒学者の兼務
文政6年（1823年）、春山は24歳で田原城北側の角場（射撃練習場）脇の自宅において医者として開業した。この頃から成章館でも儒学の指導を開始している。

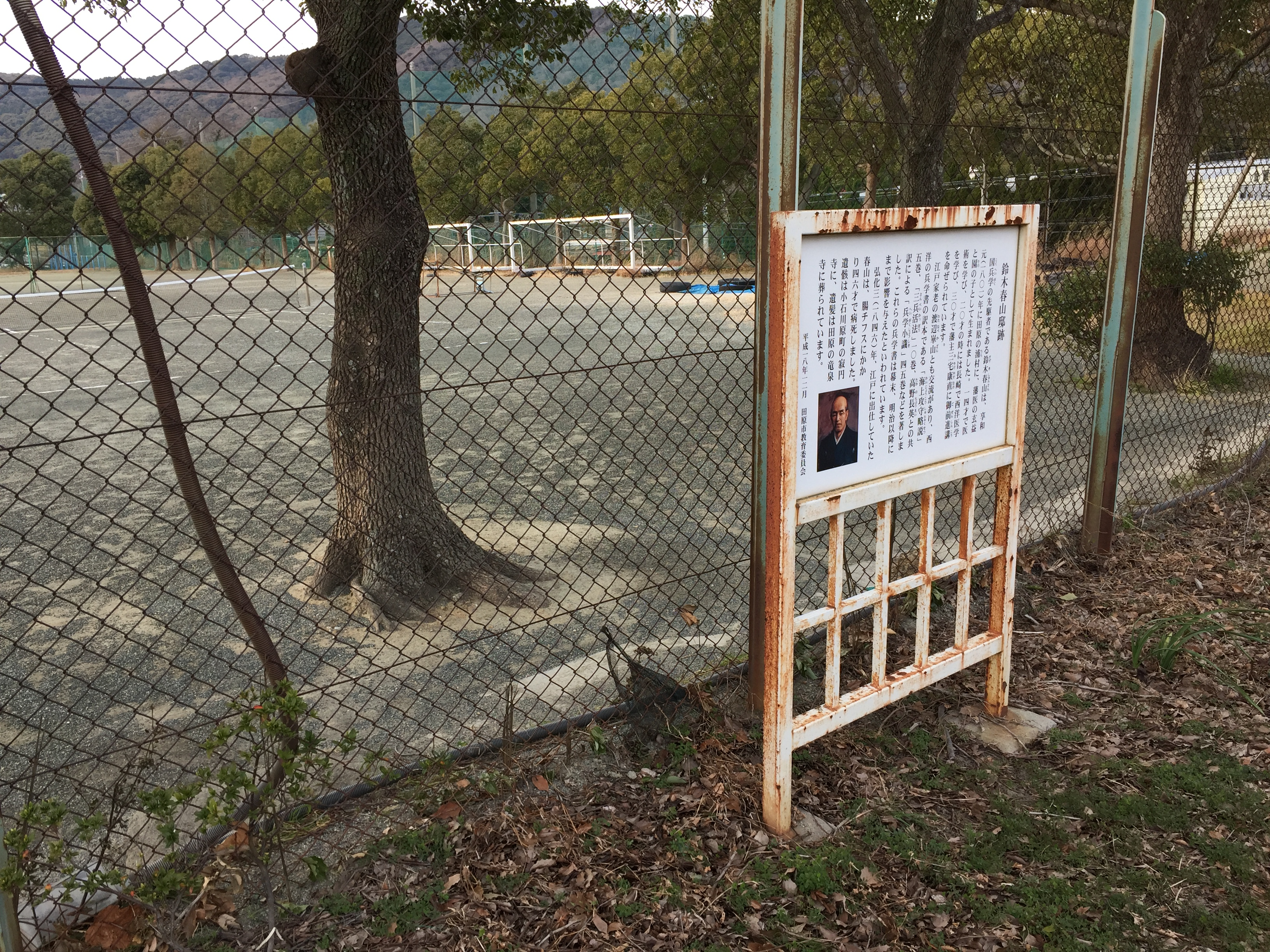
鈴木春山の自宅兼診療所跡。田原城北、現在は田原中学校グラウンドの一部。天保元年、失火により全焼したため、城惣門脇に移転した（『田原町史』中巻）。

文政9年（1826年）には九州方面に旅に出たようで秋に豊後国日田（現在の大分県日田市）の咸宜園に赴き、儒学者の広瀬淡窓に面会している。その後の足取りは不明だが、文政11年（1828年）には本人によるとまる１日で長崎から日田まで歩いてたどりつき、2月13日から7月25日まで咸宜園に入塾したことが確認できる。
春山は母の出身身分が低い（百姓）であるため、庶子扱いを長く受けていたが、文政12年（1829年）、29歳ではじめて藩医の嫡子として認定された。翌文政13年（1830年）9月には毎月6度ずつ藩主三宅康直の御前で進講するよう命じられた。その後江戸に出て、11月17日には田原藩の巣鴨下屋敷で当時田原藩隠居であった三宅友信とその側用人であった渡辺崋山に初めて対面した。春山の九州の旅話を崋山はとても気に入っている。,。この後、春山と崋山とは藩政や海防問題などでも親しく意見を交わすような深い間柄となった。
天保2年（1831年）に医師として剃髪を願い出た際には、藩主から藩儒であるからと許されなかった。この頃の春山は、成章館の正式な教授として任用されるなど、儒学者としての勤務も含まれていたためである。同年、藩士の丹羽長平の姉・厚を妻に迎えた。天保5年（1834年）、春山は藩主三宅康直の侍医となり、天保6年（1835年）2月に康直の参勤交代に伴しての江戸行きを命ぜられた時、ようやく剃髪を許された。この頃に二度目の長崎留学を行ったという説もあるが、他の記録上の江戸詰めの時期を考慮した場合、確実性に欠け、立証できない。一方、洋学研究者の佐藤昌介は春山がこの時期に田原藩の巣鴨下屋敷で三宅友信や高野長英･小関三英らが行っていた蘭学研究に本格的に加わり、特に長英からオランダ語を本格的に師事し、これが両者の後年の深い結びつきにつながっているのではないかと推測している。。

### 藩医として
天保8年（1837年）1月、天保の飢饉が田原地方にも及び、春山は渡辺崋山の指示を受けて藩医中村玄喜とともに藩内村の病人治療を命ぜられて江戸から帰国した。このとき4か月にわたり救済診療に力を尽くし、結果として藩領内からは一人の死者も出さなかったため、功績を称えられ藩主から褒賞を受けている。同年11月、父愚伯が隠居し、春山は37歳で家督を継ぐ。春山の診療範囲は広く、吉田藩領・岡崎藩領など他の領地まで及んだという。天保9年（1838年）、春山は江戸での医学修行を許されたが、父愚伯の病気のため見合わせていたところ、同年11月14日に愚伯は67歳で死去した。

### 蛮社の獄
天保10年（1839年）4月9日、春山が康直の参勤に伴って江戸詰めとなってまもなく、同年5月14日、「蛮社の獄」が起こった。渡辺崋山が捕えられ、長英は逃亡、小関三英は自害し、春山も自宅の蘭書などを押収されたものの、春山自身は逮捕を免れた。5月18日、春山は偶然にも自首前の長英に会い、獄中記『鳥の鳴音』と後事を託されたという。春山は江戸で崋山救済のために奔走し、例えば事件を受けて出府した田原藩儒・伊藤鳳山とともに掛川藩儒である塩谷宕陰と合議でどこかへ救援を依頼する書面の作成を画策したり、牢内の渡辺崋山と手紙をやり取りするなどしていることが崋山の画友である椿椿山の蛮社の獄についての書留録『麹町一件日録』に見える。その後崋山が蟄居のために国許･田原に護送された際には先立って帰郷し、獄中での衰弱を回復すべく治療に当たり、画商を紹介して崋山の画を売る、話し相手となり時に元気づけるなど、積極的に世話をした。しかし、こうして春山が国事犯で蟄居中の崋山と堂々と交渉を持ち、救援していることを藩内にはよく思われていなかったようで、隣藩・吉田藩の吉田善伸は「田原には困った山が三つあるとのこと。崋山、春山、いま一人は近年お抱えの儒者（伊藤鳳山）である」という風聞が流れてきたことを書き留めている。結局、春山は天保12年（1841年）の夏ごろには出府し、崋山を寂しがらせている。10月11日、崋山は蟄居していた自邸で自害した。春山は江戸でこれを知り、10月27日、蛮社の獄の際の救援活動で知遇を得た崋山の師で儒学者の松崎慊堂にこのことを報告している。

### 晩年

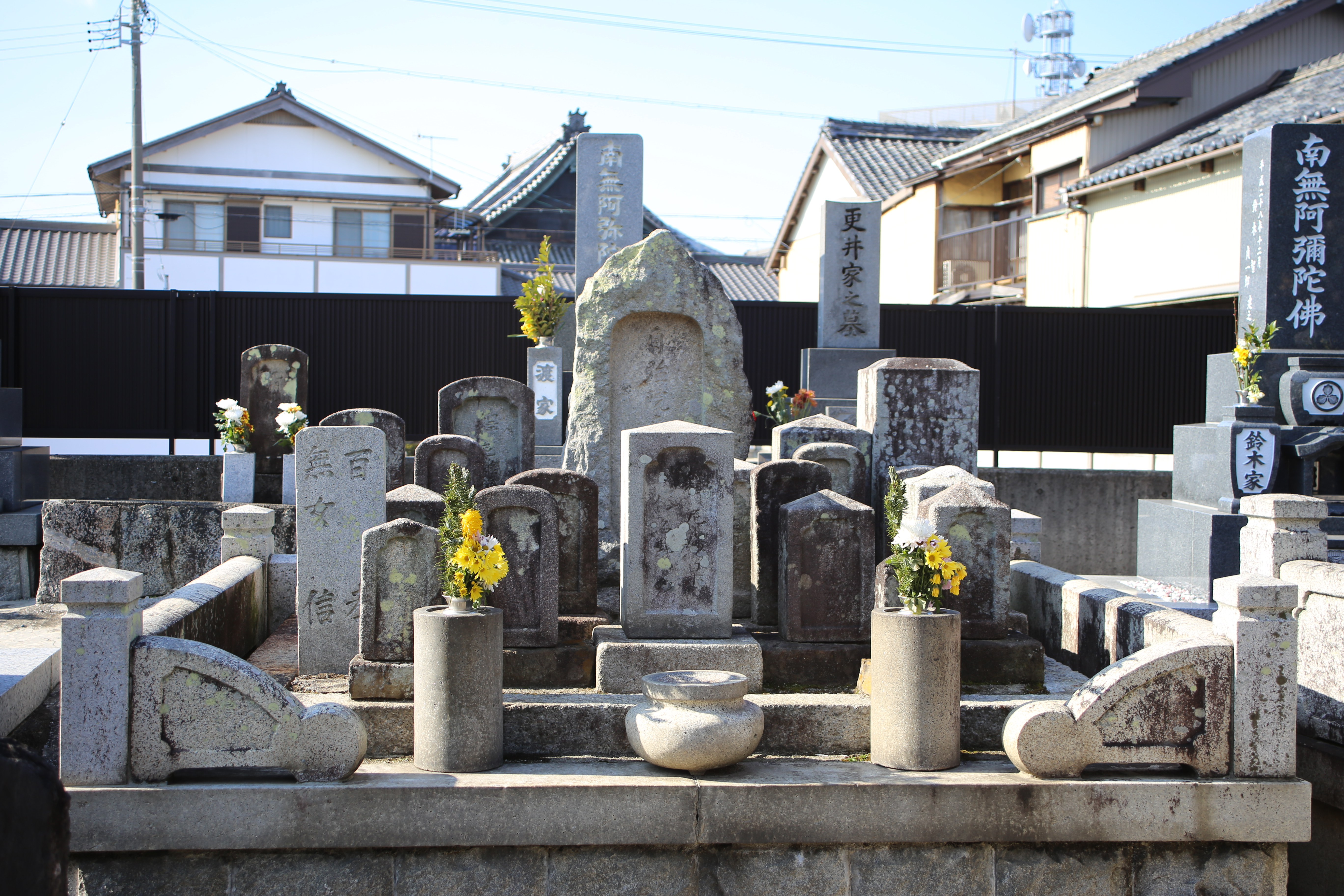
龍泉寺にある鈴木春山一家の墓。中央奥が春山の墓石

崋山の没後の天保13年（1842年）9月17日、アヘン戦争の報に接した春山は、友人の三河吉田藩士・柴田猪助への書簡で、西人が清国の各拠点を占拠している旨を述べ、こうした情勢が崋山の警告したとおりになっているとして、その死を惜しんでいる。これ以降、春山は『兵学小識』などの兵学書の翻訳に積極的にとりくむようになった。翌天保14年（1843年）頃には老中で浜松藩主の水野忠邦から後に『三兵答古知幾』の原本となったミュルケンの蘭訳本の翻訳の依頼を受けた。
天保15年（1844年）旧暦9月、春山は江戸詰めとなり、西洋の兵学書の翻訳に本格的に当たることとなり、こうした中で『兵学小識』や『三兵活法』などを訳出するが、洋学研究者の佐藤昌介によると、この翻訳には当時脱獄中であった高野長英による翻訳や加筆・訂正が多く含まれているとのことである。春山は江戸に潜伏した長英と連絡を取り、隠れ家の世話をするなどしていた。

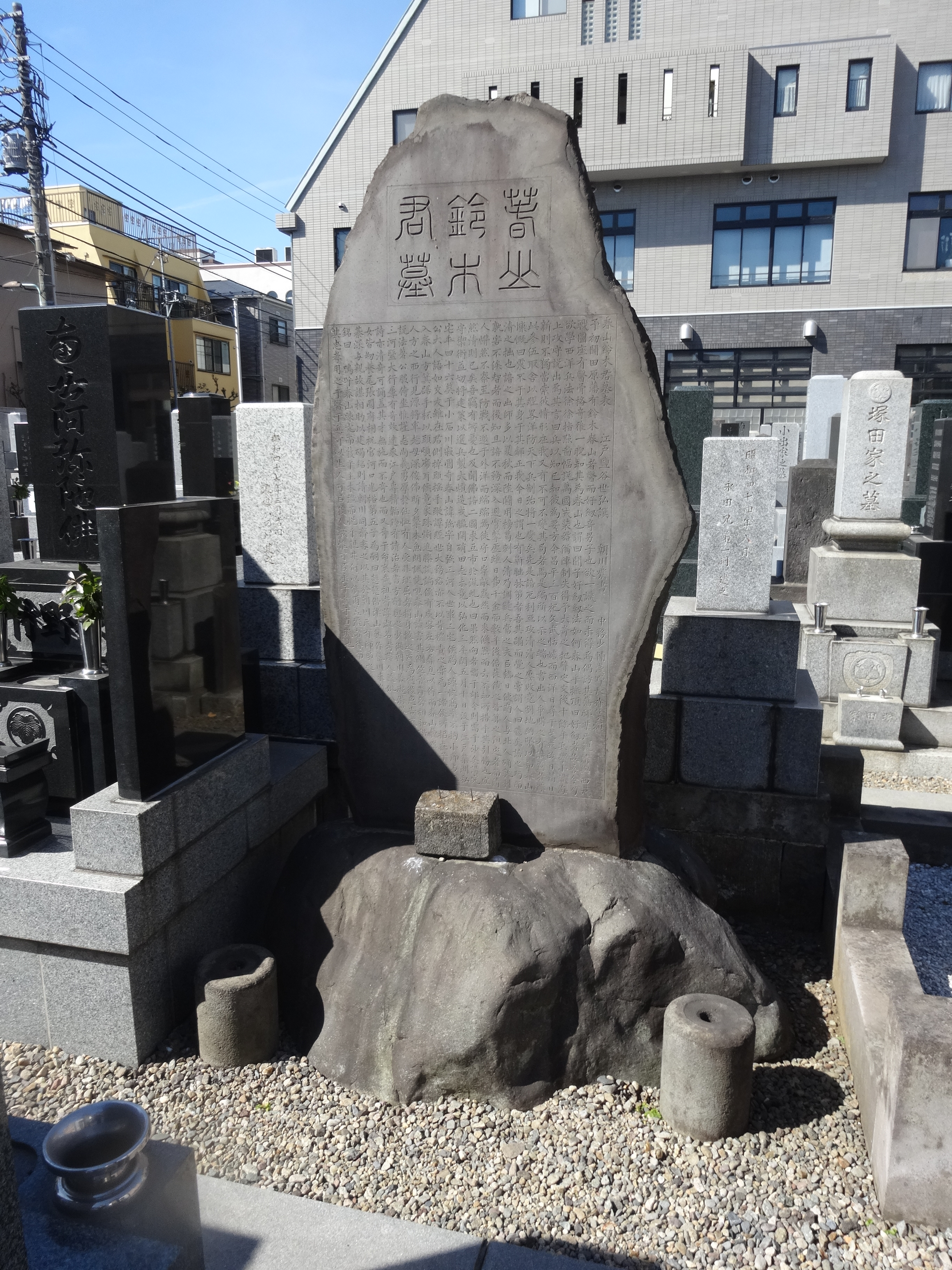
寂圓寺墓地にある春山墓碑。碑文は塩谷宕陰、篆額は浅野長祚による。

しかし、こうしたさなかの弘化3年（1846年）5月、腸チフスにかかって死去した。享年46歳。遺骸は江戸・小石川原町（現在の文京区白山）の寂円寺へ、衣鉢は田原・龍泉寺に葬られた。春山の翻訳事業は高野長英に引き継がれ、『三兵答古知幾』として結実した。大正2年（1913年）、生前の功績で正五位に叙せられている。

## 家族
藩医・鈴木家は春山の５代前の玄益（1673年-1747年）から田原藩の侍医として仕えたが、その祖先は石山本願寺に籠城して織田信長と戦った雑賀衆の伝説的な軍師・鈴木重幸であると自称している。母・園（1774年-1853年）は妙好人とされるほど浄土真宗の篤信者として知られる。また、妻・厚の間には4人の子を儲けたものの、いずれも女であったため、春山死後に尾張大国霊神社（いわゆる国府宮神社）の祀官・河口光裕の子を養子に迎えて春山を名乗らせ、長女・諧子（1832年-1898年）とめあわせた。諧子は維新後、名古屋に出て熱心なプロテスタントとなり、「ヤソばあさん」と称されるほど伝道に励んだ。その長男鈴木才三は太平洋戦争期までの名古屋圏の主要紙の一つだった扶桑新聞（その後、名古屋毎日新聞）の創業者となった。

## 翻訳文献
- 『海上攻守略説』[34]
- 『三兵活法』[34]
- 『兵学小識』高野長英・共訳[34]